# Karl Gustav Weinert
Karl Gustav Weinert (* 22. Mai 1896 in Hermsdorf (Kreis Preußisch Holland); † 28. Juni 1965 in Bremen) war ein deutscher Maler.

## Leben und Wirken
Weinert begann nach der Schulzeit Ausbildung zum Textilkaufmann und ab 1924 Studium der Kunstgeschichte und Psychologie in Königsberg. Zeitgleich besuchte er ab 1925 die Malschule Manzau und war er von 1927 bis 1931 Meisterschüler von Alexander Kolde.
Er arbeitete dann als freischaffender Künstler. In der Zeit des Nationalsozialismus war Weinert Mitglied der Reichskammer der bildenden Künste und beteiligte er sich an Ausstellungen. Ab 1940 nahm er als Angehöriger der Wehrmacht am Zweiten Weltkrieg teil, und nach seiner Rückkehr aus der Gefangenschaft lebte er zunächst in Osterholz-Scharmbeck und später bis zu seinem Tode in Bremen.
Durch den Krieg gingen über 1.000 seiner Werke verloren, so dass er einen Neuanfang starten musste. Seine Arbeit hat darunter aber nie gelitten und er schuf bis zu seinem Tode noch über 300 Werke. Bereits 1946 erfolgten erste Ausstellungen in Osterholz-Scharmbeck und vor allem im Künstlerdorf Worpswede.
Hier traf er auch auf den damaligen Direktor der Staatliche Kunstschule Bremen, Willy Menz und daraus ergab sich seine Berufung als Dozent an diese Schule. Mit Menz war er einer der ersten Kunsterzieher, die am Wiederaufbau der damaligen Staatl. Kunstschule Bremen entscheidend mitwirkten: als Leiter des Vorstudiums, stellv. Direktor und zeitweilig kommissarischer Direktor.
Seine Lehrtätigkeit, die sich auf die Erfahrungen des Bauhauses, aber auch auf seine Erkenntnisse aus den letzten Jahrzehnten vor seinem Tod erstreckte, fand hohes Ansehen, sowohl bei seinen Schülern, als auch beim gesamten Lehrkörper. Weinerts ureigene Lehrmethode fand auch über die Grenzen Bremens hinaus große Beachtung und Anerkennung. Leider kam er aufgrund seiner fortschreitenden Parkinson-Krankheit nicht mehr dazu, seine Methoden und Erfahrungen zu veröffentlichen.
Einer seiner Schüler – der später international bekannte Maler Otto Quirin schrieb später über seine Farbenlehre: "..... soweit ich Überblick habe, glaube ich, dass die Bremer Kunstschule die beste Ausbildung für die Schüler des Allgemeinen Zeichensaals zu bieten hat!".
Schwerkrank gab Karl Gustav Weinert 1958 seine 12-jährige Lehrtätigkeit auf.

## Ausstellungen (unvollständig)

### Sicher belegte Teilnahme an Ausstellungen in der Zeit des Nationalsozialismus
- 1933: Königsberg, Kunsthalle am Wrangelturm („Romantik und Gegenwart in Ostpreußen“)
- 1935 und 1937: Königsberg, Kunsthalle am Wrangelturm („Ostpreußenkunst. Kunstausstellung des Königsberger Kunstvereins“)
- 1936: München („Die Straßen Adolf Hitlers in der Kunst“)

### Ausstellungen nach 1945
Nach 1945 folgten noch Ausstellungen in Bremen, Düsseldorf und Goslar und auch nach seinem Tode folgten noch Ausstellungen in Bremen, Elmshorn (SH), Syke bei Bremen und in Ettlingen bei Karlsruhe.